# Кошовий Семен
Семе́н Васи́льович Кошови́й (близько 1780 — близько 1830) — кобзар.

## Життєпис
Семен Кошовий народився в селі Голінка (нині в Роменському районі Сумської області) приблизно у 1780 році недалеко від Лохвиці. Вчив грати таких кобзарів:
- Самійло Яшний;
- Трихон Магадин;
- Остап Вересай.

Помер від тифу приблизно 1830 року.